# Альтшуль, Рэнди
Рэндис Лиза «Рэнди» Альтшуль (англ. Randice Lisa "Randi" Altschul; род. 1960) — американская изобретательница игрушек из Клиффсайд-парка, Нью-Джерси. Карьеру изобретателя начала в 1985 году и к 26 годам стала миллионером. Является держателем более 200 лицензий идей для игр и игрушек. Известна, как изобретательница первого одноразового мобильного телефона.

## Предыдущая карьера
Первых успехов Альтшуль достигла при разработке игрушек и игр. Её первой идеей была игра «Полиция Майами», созданная по мотивам известного одноимённого американского телесериала. Среди следующих её разработок следует отметить игру Барби «30 лет со дня рождения» и мягкую игрушку, с помощью которой ребёнок мог обнимать другого человека. Альтшуль также разработала хлопья для завтрака, имевшие форму монстра, которые размягчались при погружении в молоко. Она также продала несколько своих идей по созданию настольных игр, сделанных по мотивам популярных американских телесериалов, таких как «Черепашки-ниндзя» и «Симпсоны». Часть прибыли Альтшуль вложила в нанотехнологии.
Идея одноразового сотового телефона пришла в голову Альтшуль, когда её мобильный телефон, из которого она говорила в автомобиле, вдруг потерял связь и она чуть не выбросила его, удержав себя от этого желания только потому, что телефон был дорогим. Вот если бы он был одноразовым… Ей показалось, что простой и дешёвый одноразовый телефон, который можно выбросить после использования, мог бы иметь рыночный успех. Для создания такого телефона Альтшуль организовала компанию, которую назвала «Diceland Technologies».

## Первый одноразовый сотовый телефон
В ноябре 1999 года Альтшуль объединилась с Ли Вольтом (Lee Volte), первым вице-президентом по исследованиям и разработкам в компании «Tyco Toys». В результате совместной работы были получены несколько патентов на устройство, которое стало первым в мире одноразовым мобильным телефоном. Они также запатентовали торговую марку «Phone-Card-Phone». Новое устройство было размером с кредитную или телефонную карточку и толщиной в 5 миллиметров и представляло собой мобильный телефон не из пластика и не из металла, а из материала на основе переработанной бумаги. У этого телефона была магнитная полоса, на которой можно было хранить идентификационные данные держателя кредитной карты. Это позволяло владельцу одноразового телефона также совершать покупки. Общая продолжительность разговоров должна была составлять час, а предполагаемая цена телефона должна была составить около двадцати долларов. Одноразовый телефон можно было сдать для переработки и выручить за это два-три доллара. Исследовательская маркетологическая компания Frost & Sullivan объявила одноразовый телефон лучшим продуктом 2002 года.
Альтшуль и её компания «Diceland Technologies» видит в качестве потенциальных покупателей своей продукции тех, кто не падок на новейшие технологии, или матерей, которые хотели бы поддерживать связь со своими детьми, но не покупать для них дорогой мобильный телефон. Покупателями также должны быть люди, не заинтересованные в долгосрочном контракте с компаниями мобильной связи, или же туристы, которым, как правило, телефон может понадобиться на короткий срок во время отпуска за границей.